# 日本啤酒

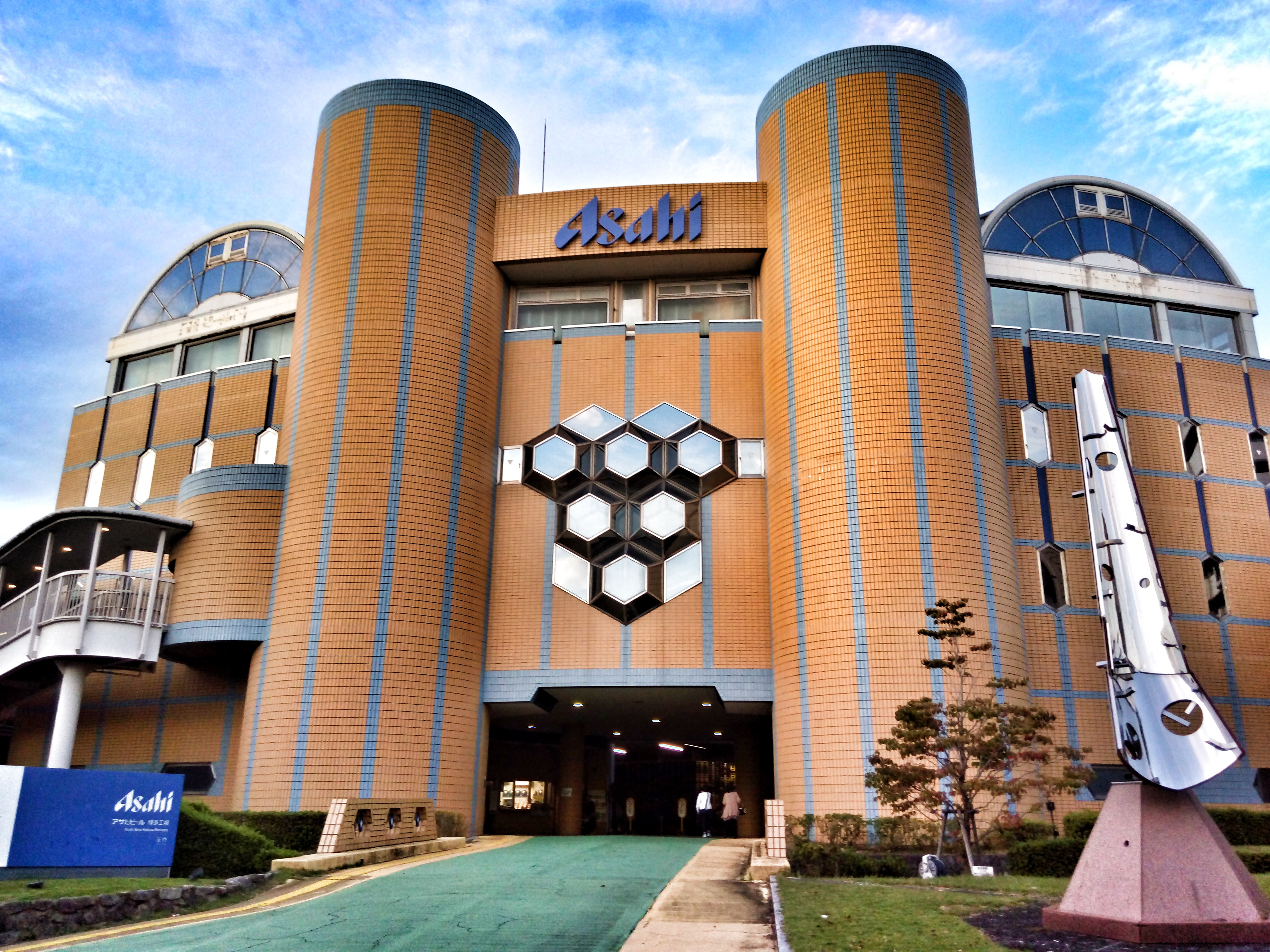
朝日啤酒的博多工廠。朝日啤酒是日本最大的啤酒公司。

日本的啤酒主要来自该国的四大啤酒厂，即朝日啤酒，麒麟啤酒，札幌啤酒和三得利啤酒。这些啤酒厂主要生产酒精浓度5%左右的拉格淡啤酒。在日本，啤酒非常受欢迎，消费量远远领先于清酒。
日本市面上常见的啤酒風格除了皮爾森啤酒外，還有用比較少的麦芽所制成的類啤酒饮料，称發泡酒（happōshu）、或非麦芽制的発泡性（happōsei）。因为这些产品的酒税要低得多。
自1994年放松管制以来，微型啤酒厂也越来越受欢迎，提供各种风格的独特品位啤酒，旨在与日本食品相关的工艺，质量和配料来源相匹配。
精酿啤酒吧在日本的主要城市也很受欢迎。东京和大阪拥有充满活力的精酿啤酒厂，其通常专注于本地生产啤酒和美国和欧洲的进口啤酒。 2014年，麒麟設立全资子公司Spring Valley Brewing、並在东京大关山和横滨生麥區設立釀造場，以进軍精酿啤酒市场。釀造場於2015年开业。札幌工业酿酒厂也在2015年開設了精酿啤酒的生產線。

## 历史
虽然酿造日本清酒的传统早于欧洲人的接触，但啤酒被认为是在17世纪江户时代由荷兰商人首次传入日本的。 然而，啤酒直到19世纪末才被广泛使用，随着1854年签署神奈川条约，日本对外开放。 欧式啤酒并不总是立即受到欢迎:一位日本官员形容神奈川县准将马修·佩里（Matthew Perry）提供的啤酒尝起来像"苦马尿"。
明治时期，随着日本对外贸易的重新开放，外国定居点的Bass Pale Ale和Bass Stout等进口啤酒数量有限，但来自欧洲和其他地方的训练有素的酿酒师也来到这里，为当地工业的发展做出贡献。
麒麟啤酒公司（Kirin Brewery Company）于1869年底在横滨成立，由挪威裔美国人威廉·科普兰（William Copeland）创立的春谷啤酒厂（Spring Valley Brewery）。 札幌啤酒厂成立于1876年，是政府指导北海道发展计划的一部分。 朝日啤酒的历史可以追溯到1889年大阪啤酒酿造公司的成立，以及1892年朝日啤酒品牌的推出。
第二次世界大战期间限制使用大米酿造清酒的限制促进了啤酒的消费;到20世纪50年代，啤酒已成为日本最受欢迎的酒精饮料。在20世纪80年代，该国以其"干"啤酒而闻名，由朝日啤酒等酿酒商开创。

## 市场规模
啤酒（和类似啤酒的快乐酒）是日本最受欢迎的酒精饮料，占2006年90亿升酒精消费量的近三分之二。
2012年，日本国内啤酒消费总量为18737万千升，约为555万千升，约占3.0%。 日本啤酒总消费量的这一统计数据还包括啤酒样快乐酒。
2014年日本人均啤酒消费量排名第51位，相当于人均42.6升，反映了日本消费者享有的多元化的酒精和非酒精饮料市场。 预计在可预见的未来，人口因素将继续推低日本大众市场啤酒产品的销量，因为年轻消费者的啤酒饮用量比前几代人少。2013日历年，日本五大啤酒厂的总出货量为4.3357亿箱（相当于12.66升啤酒或27品脱啤酒），比1992年达到的市场峰值低20%以上。
然而，对于本地生产的精酿啤酒占国内啤酒消费不到1%和精选优质进口啤酒，市场机会继续扩大。 根据当地市场数据，2012年前8个月，国内精酿啤酒出货量增长7.7%，而日本最大啤酒制造商的销售额同比持续下降。
截至2014年1月，朝日啤酒的市场份额为38%，是日本四大啤酒生产商中最大的啤酒生产商，其次是麒麟啤酒（35%），三得利啤酒（15%）。
2020年，麒麟啤酒在日本啤酒市场的份额超过朝日啤酒，为37.1%，而朝日啤酒的份额为35.2%。 这标志着麒麟自2001年以来首次超过朝日。 麒麟的市场份额同比增长1.9个百分点，朝日市场份额下降1.7个百分点。

## 啤酒與發泡酒

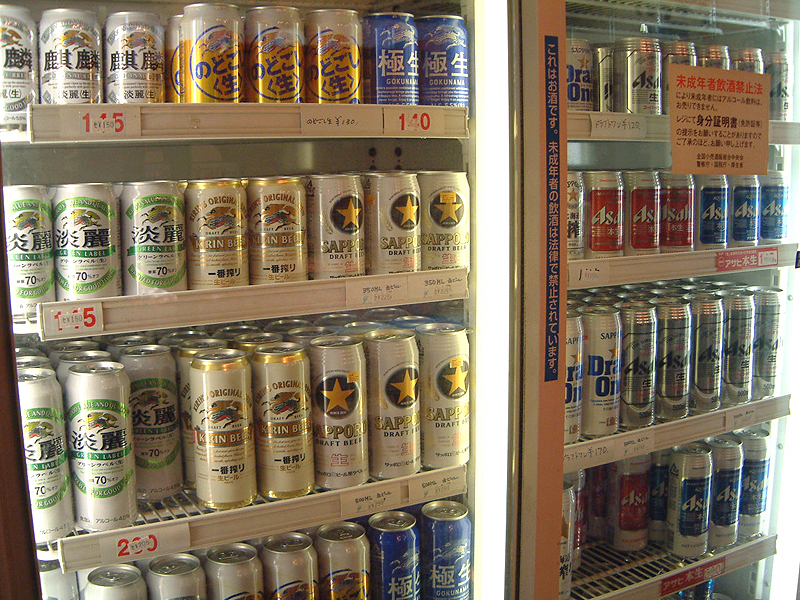
日本便利商店同時陳列的啤酒與發泡酒。儘管兩者包裝頗為相似，發泡酒通常會比啤酒便宜，瓶身通常也不會寫「啤酒」（ビール）字樣

在日本酿造的酒類，通常根据麦芽含量进行标记和征税：法律上「啤酒」（bīru）必须含有至少50%的麦芽，少於這個含量的的酒精飲料统称为發泡酒。
發泡酒的酒税低于啤酒，因此價格对消费者而言更有吸引力。而麦芽含量低于25%、甚至无麦芽的酒精飲料則称为"第三类啤酒"（dai-san no bīru）或"新流派"（shin janru）。尽管没有被标记为啤酒，但它们的税收更低。同時为取代酒稅較高的麦芽，酿酒商還开发以澱粉與糖，作釀酒用的新材料。包括大豆肽和豌豆蛋白的這些新材料也不常用作釀製佐劑。
2018年生效的税法修正案降低啤酒类原本要求的67%麦芽量、允许啤酒內含更多成分，并计划在2026年对啤酒和發泡酒徵收相同税率。这种税率修改对發泡酒而言「长远来看可能有利于传统啤酒」。

## 主要啤酒生产商
朝日啤酒
麒麟岛
札幌啤酒厂
三得利
猎户座啤酒厂

### 旱地战争
Dry Senso或ドライ戦争意为"干战"，是日本啤酒公司之间围绕干啤酒的激烈竞争时期。 它始于1987年朝日啤酒厂推出的Asahi Super Dry，导致其他啤酒厂推出干啤酒。
在日本国内啤酒市场占有50%份额的麒麟啤酒公司于1988年2月以演员吉恩·哈克曼为代表的广告活动中推出了麒麟干,同年4月推出了全麦麒麟麦芽干。 然而，他们无法阻止Asahi的势头。 1990年，麒麟推出了Ichiban Shibori，与Asahi Super Dry直接竞争，但最终蚕食了他们自己的麒麟啤酒品牌的利润。 麒麟从未最终夺回其50%的市场份额。
札幌啤酒厂于1988年2月推出了注定要失败的札幌干货，1989年5月将其旗舰产品札幌黑标更名为札幌选秀，受到欢迎。 札幌干货和札幌草稿在各自推出不到两年后停止生产，札幌草稿后来恢复为黑标签。
1988年2月，三得利在"我不干"活动中推出了他们的Malts品牌，同时推出了三得利干，后来在拳击手迈克·泰森（Mike Tyson）将酒精含量从5%提高到5.5%后，将三得利干5.5重新命名为三得利干5.5。 这取得了合理的结果，尽管不足以减缓朝日超级干货的需求。
干燥的战争在大约在同一时间出版的漫画Oishinbo的一集中受到批评。

### 季节性啤酒
日本的许多啤酒厂都提供季节性啤酒。 例如，在秋季，"秋季啤酒"的酒精含量较高，通常为6%，而朝日超级干啤酒的酒精含量为5%。 比如麒麟的Akiaji啤酒。 啤酒罐通常装饰着秋叶的照片，啤酒被宣传为适合与nabemono一起饮用。 同样，在冬天，啤酒如冬物語或Fuyu Monogatari，翻译为"冬天的故事"在罐子上）出现。

## 小酿酒厂
1994年，日本放宽了严格的税法，允许小型酿酒厂每年生产60,000升啤酒许可证或每年生产6000升啤酒许可证。 在这一变化之前，酿酒厂无法获得许可证，每年至少生产200万升(528,000加仑)，因此，在日本各地建立了一些较小的酿酒厂。
20世纪90年代初税法放松后，日本微酿啤酒的常用术语是ji bīru，尽管日本微酿啤酒行业的专业人士在他们的标签和营销文献中越来越多地使用"工艺啤酒"的名称。
目前，日本有超过200家小酿酒厂，尽管其中许多与大型清酒生产商，连锁餐厅，度假酒店或类似企业有经济联系。 日本的小酿酒厂生产各种风格的啤酒，包括啤酒，IPAs，Stout，pilsner，weissbier，kölsch，水果啤酒等。 1994年《酒税法》放宽后，微酿初见繁荣，但地区微酿质量往往参差不齐，最初的消费热情趋于平稳。 低成本啤酒的普及，与高成本的微酿啤酒相比，迫使一些早期的小酿酒厂倒闭。 主要工业酿酒商的主导地位以及生产微型啤酒的成本相对较高且产量较低，导致它们只有少数啤酒爱好者知道。
然而，在2000年代，由于一些酒吧和餐馆连锁店的许可生产，微型啤酒厂之间的合作以及受过良好教育的消费者基础等因素，精酿啤酒的国内需求出现了更持续的增长。 产品质量提高，社交媒体网站促进了口碑营销，对美国精酿啤酒行业兴起和主要城市独立精酿啤酒零售店增长的关注，都为日本精酿啤酒制造商最近取得的成功做出了贡献。
如今，日本各地正在举办越来越多的地区性微酿啤酒节，包括每年在东京、大阪、名古屋和横滨举行的"大日本啤酒节"系列活动。 每年，日本工艺啤酒协会都会举办日本啤酒杯，而竞争组织日本工艺啤酒支持组织则发起一年一度的日本工艺啤酒节。

### Category: 著名小酿酒厂
Kiuchi酿酒厂
耀豪啤酒

## 分配办法
除了在服务餐厅和酒吧，在日本，啤酒可以在各种各样的网点购买，包括超市，便利店和火车站的信息亭。 啤酒也可以在自动售货机上销售，尽管截至2012年，这在主要城市已经变得不那么常见。 一些自动售货机具有运动激活广告，可以在嵌入其中的小电视屏幕上显示。 他们播放啤酒广告和叮当声，在电视上看到，在收音机里听到。 这些自动售货机于2000年6月开始逐步淘汰，主要原因是担心未成年人饮酒。

## 饮酒文化
日本的法定饮酒年龄是20岁。 在饮酒文化方面，啤酒饮用和啤酒开正式的敬酒，作为团体、运动队或下班后企业社会纽带活动的一部分，普遍存在。
啤酒几乎可以在公共场所合法消费，但组织活动，夏季节日和春季樱花派对除外。 社会习俗意味着在街上或普通通勤列车上公开饮酒是罕见的。日本有非常严格的法律禁止在饮酒期间或之后驾驶汽车或骑自行车。 罚款，监禁时间和其他处罚也适用于被认为负责向醉酒司机和乘坐同一车辆旅行的人。

## 日本啤酒在日本境外上市
日式商业酿造和啤酒产品已成功出口到世界各地，或是在当地获得许可后生产，并分销到多个海外市场。
在美国，所有四个主要日本品牌都可以使用。 这些包括札幌草稿，麒麟一班，朝日超级干和三得利高级麦芽酒。 朝日啤酒由Molson在加拿大生产，麒麟在弗吉尼亚州威廉斯堡和洛杉矶的Anheuser-Busch工厂生产，札幌在加拿大安大略省Guelph的札幌拥有的啤酒厂生产。 三得利在日本酿造并从日本进口，在某些主要市场可供选择。品牌的可用性取决于各个州的酒类法律，导致一些啤酒在某些地方可用，而另一些则不可用。 例如，在俄克拉荷马州，朝日超级干燥，札幌和猎户座可用，而在德克萨斯州，麒麟一班很普遍。
Kiuchi啤酒厂是第一家从日本出口啤酒的日本微型啤酒厂。许多其他日本小酿酒厂现在出口到北美，欧洲，澳大利亚，新加坡和香港。

## 自酿啤酒
尽管在日本，未经许可生产含有超过1%酒精的饮料在技术上违法，但家庭酿酒商很少遵守法律，家庭酿酒用品可以从高街商店和网站上获得。